# 1Л260 «Зоопарк-1М»
«Зоопарк-1М» (індекс ГРАУ — 1Л260) — радіолокаційний комплекс розвідки і контролю стрільби (контрбатарейна РЛС). Вперше представлено широкому загалу на авіасалоні МАКС-2013.
Призначений для ефективної боротьби зі ствольною артилерією та ракетними комплексами противника шляхом виявлення їхніх позицій під час ведення вогню мінами, снарядами, ракетами. Здатен наводити російські артилерійські системи «Мста-С» та «Коаліція», РСЗВ «Смерч», ОТРК «Точка-У» та інші.

## Склад
До складу комплексу входять:
- радіолокаційна станція розвідки позицій ракет і артилерії 1Л261,
- машина технічного обслуговування 1И38,
- резервна електростанція ЭД60.

Передбачена можливість виконання завдань без допоміжних одиниць техніки, силами лише РЛС 1Л261.
РЛС 1Л261 встановлено на універсальне гусеничне шасі ГМ-5955 виробництва Митищінського машинобудівного заводу.

## Тактико-технічні характеристики
Виробником заявлено такі тактико-технічні характеристики:
- Тип РЛС 1Л261: трьохкоординатна, з ФАР
- Споживає струм: 70 кВт
- Сектор огляду: 90°
- Похибка виявлення координат
  - вогневої позиції артилерії: 40 м
  - вогневої позиції РЗСВ: 55 м
  - стартової позиції тактичних ракет: 95 м
- Час розгортання комплексу з маршу: не більше 5 хвилин
- Час безперервної роботи РЛК: 8 годин

ТТХ машини РЛС 1Л261:
- Обслуга: 3 чоловік
- Бронювання: щонайменше протикульне
- Маса: 38100 кг

## Бойове застосування

### Російська інтервенція в Сирію
Навесні 2016 року західні журналісти помітили РЛС 1Л261 на трейлері, що рухався в бік міста Пальміра.

### Російсько-українська війна
У другій половині березня 2022 року українські військовики захопили майже неушкоджену РЛС 1Л261 комплексу 1Л260 «Зоопарк-1М» російських окупантів.
19 серпня 2022 року українські артилеристи високоточним вогнем знищили російську РЛС «Зоопарк-1М» та вантажівку, що стояла поруч. При чому перший снаряд з повітряним підривом вибухнув майже точно РЛС. Весь процес зафіксовано на відео з БПЛА.
9 вересня 2022 року на ізюмському напрямку українські військовики захопили неушкоджену РЛС «Зоопарк-1М». 
05 березня 2024 року українські ракетники тактичної групи "Медоїд" ліквідували РЛС «Зоопарк-1».
28 серпня 2024 року, українські ракетники бригади "Чорний ліс" (15 ОБрАР), знищили «Зоопарк-М1».